# セイバ属
セイバ属（セイバぞく）またはケイバ属（Ceiba）はアオイ科に属する樹木で、アメリカ州の熱帯および亜熱帯地域（メキシコおよびカリブ海からアルゼンチン北部まで）、および西アフリカに分布する。一部の種は70メートル以上の高さに達し、まっすぐでほとんど枝のない幹の上に巨大な広がった樹冠を発達させ、板根は成人よりも高くなることがある。セイバ属でもっとも有名で育成されている種はカポック (Ceiba pentandra) である（ただしカポックと呼ばれる植物は複数ある）。
セイバはいくつかの種類のチョウ目の幼虫に餌として利用される。中でも Bucculatrix ceibae はセイバ属のみを餌とする。
最近の植物学の考えではトックリキワタ属 (Chorisia) をセイバ属のうちに含め、アオイ科に分類する。かつてはパンヤ科 (Bombacaceae) とされていた。

## 文化と歴史

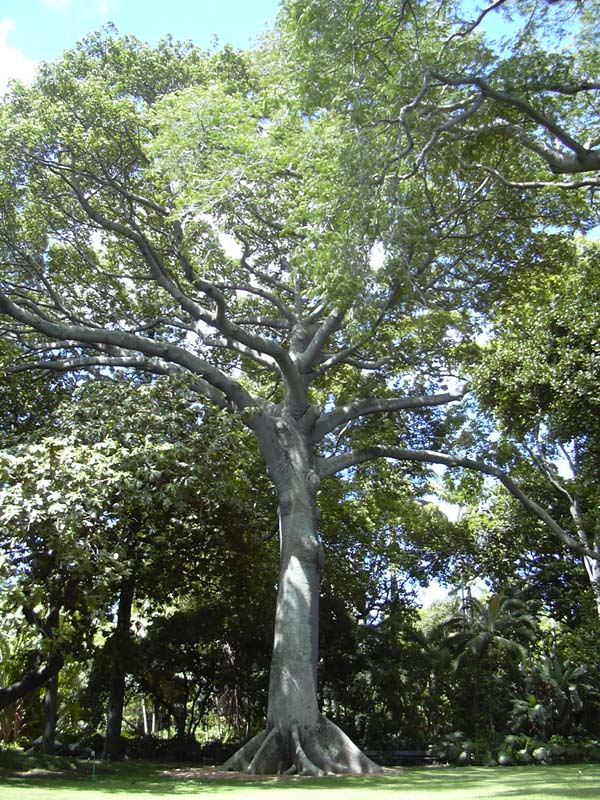
ホノルルのカポック (Ceiba pentandra)

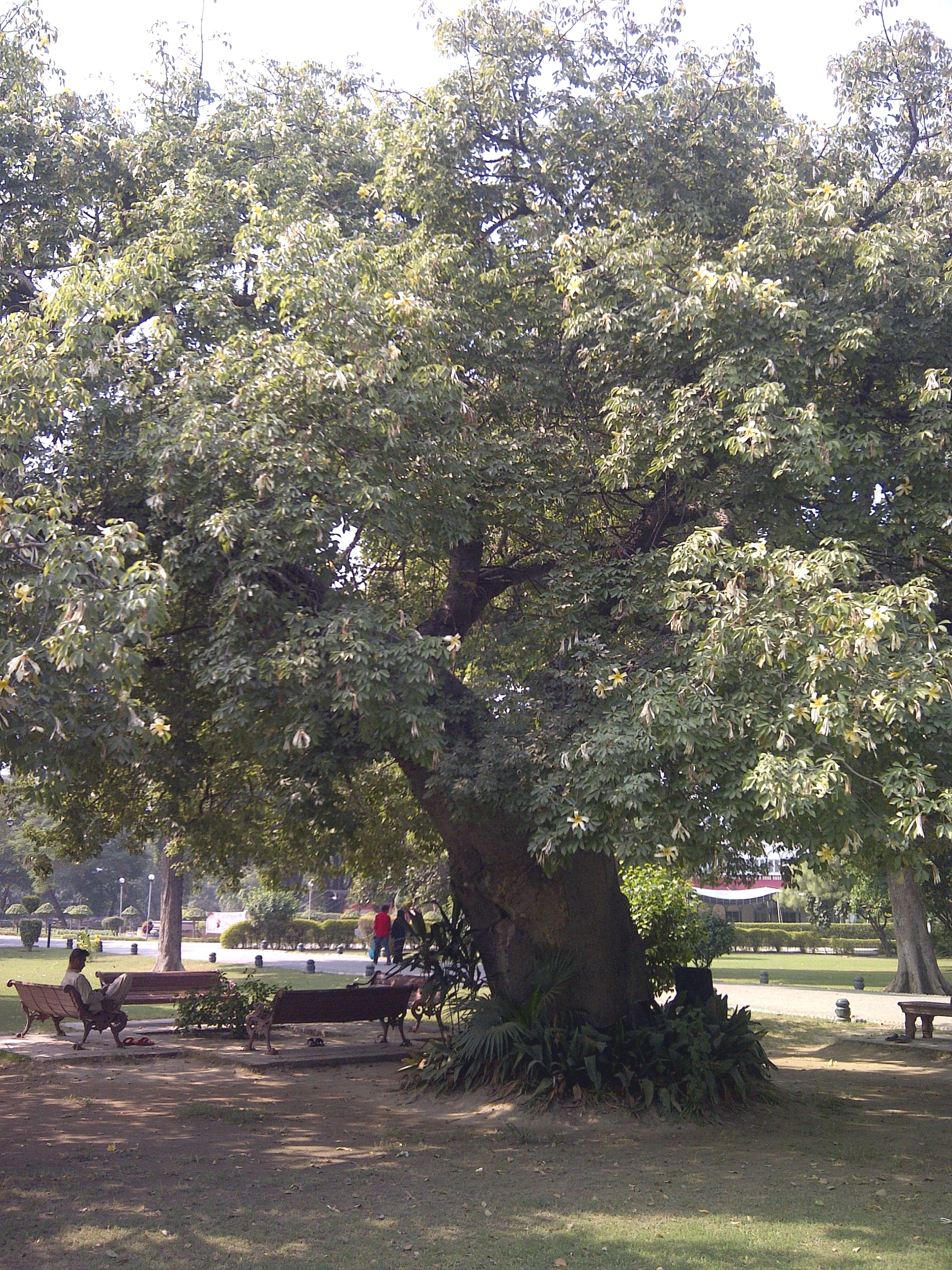
パキスタン、ラホールのトックリキワタ (Ceiba speciosa)

「セイバ」という語はタイノ語で船を意味する語に由来する。タイノ族がこの木の幹で船を作っていたためにこの名がある。メキシコではナワトル語 pochotlに由来するpochote（またはpochota）とも呼ばれる。
セイバは先コロンブス期メソアメリカの神話で重要な役割を果たしている。また、ペルー東部のアマゾン熱帯雨林の部族の一部はジャングルのセイバの木に神々が宿っていると信じている。セイバ（モパン語でya'axche）はマヤ文明にとって地下世界（シバルバー）と天上をつなぐ世界軸を象徴し、しばしば世界樹がセイバとして描かれる。現代のマヤ人も木を伐採するときに、しばしばセイバは神聖な木として切らずに残す。パレンケの十字の神殿においてセイバの木は十字として表現され、建築の重要なモチーフとして使われている。
プエルトリコのポンセにはセイバ公園 (Parque de la Ceiba) がある。公園の中心となるのは「ポンセのセイバ」と呼ばれる樹齢500年のカポックであり、町の設立と関連する。このセイバの周辺からは先住民の土器破片・貝殻・石が発見され、スペイン人の到来より遥か前からタイノ族が住んでいたことを証明している。同じくプエルトリコのセイバの町もセイバの木に由来する。ホンジュラスのラ・セイバは1877年に設立され、旧埠頭近くのセイバの木にちなんで命名された。1898年の米西戦争において、キューバのスペイン軍はサンティアーゴ・デ・クーバ郊外のセイバの木の下でアメリカ軍に降伏し、この木は「サンティアゴの降伏の木」 (Santiago Surrender Tree) と呼ばれている。
セイバはグアテマラの国の木である。グアテマラでもっとも重要なセイバはエスクィントラ県パリンのセイバで、樹齢400年を越える。ベネズエラのカラカスのサン・フランシスコ教会の前には樹齢100年のセイバがあり、「サン・フランシスコのセイバ」と呼ばれて町の歴史の重要な要素である。コスタリカのサバリート近くにそびえ立つセイバは、世界で最も高い森林破壊を免れた木のひとつである。

## 使用
カポック(Ceiba pentandra)から生産される軽くて強い繊維は歴史的にマットレス・枕・タペストリー・人形などの詰め物として使われたが、近年は商業的には合成繊維に置き換えられた。セイバの種子から抽出される油は石鹸や肥料を作るために使われる。セイバは現在も特にマレーシア、インドネシア、フィリピンで商業栽培されている。

## 種
セイバ属には20の種が認められている。

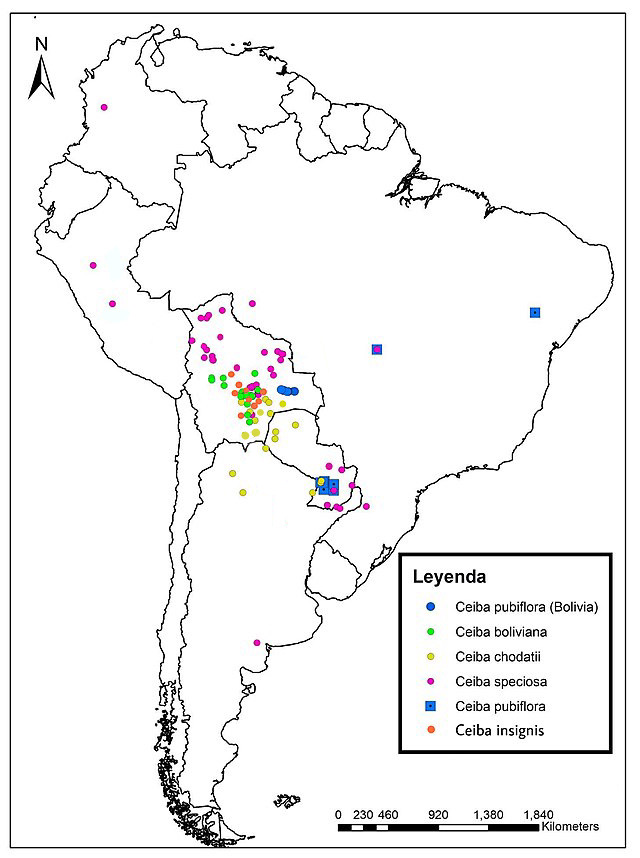
南アメリカにおけるセイバの分布

- Ceiba acuminata (S.Watson) Rose - メキシコ、ホンジュラス
- Ceiba aesculifolia (Kunth) Britten & Baker f. - メキシコからコスタリカまで
- Ceiba boliviana Britten & Baker f. - ペルー南部、ボリビア
- Ceiba chodatii (Hassl.) Ravenna - ボリビア南東部、パラグアイ、アルゼンチン北部
- Ceiba crispiflora (Kunth) Ravenna - ブラジルのリオデジャネイロ州からミナスジェライス州にかけて
- Ceiba erianthos (Cav.) K. Schum. - ブラジル東部
- Ceiba glaziovii Kuntze) K. Schum. - ブラジル北東部
- アケボノキワタ Ceiba insignis (Kunth) P.E. Gibbs & Semir - エクアドル南部、ペルー北部
- Ceiba jasminodora (A.St.-Hil.) K. Schum. - ブラジル南東部のエスピニャソ山脈
- Ceiba lupuna P.E. Gibbs & Semir - ブラジル北東部とペルー
- カポック Ceiba pentandra (L.) Gaertn. - メキシコ、中央アメリカ、カリブ海、南アメリカ北部
- Ceiba publiflora (A.St.-Hil.) K. Schum. - ブラジル北東部からアルゼンチンのミシオネス州にかけて
- Ceiba rubriflora Carv.-Sobr. & L.P.Queiroz - ブラジル東部
- Ceiba salmonea (Ulbr.) Bakh. - ペルー
- Ceiba samauma (Mart.) K. Schum. - アマゾン熱帯雨林からパラグアイまで
- Ceiba schottii Britten & Baker f. - メキシコ南東部とグアテマラ
- Ceiba soluta (Donn. Sm.) Ravenna - グアテマラ
- トックリキワタ Ceiba speciosa (A.St.-Hil.) Ravenna - アマゾン熱帯雨林からパラグアイまで
- Ceiba trischistandra (A. Gray) Bakh. - エクアドル西部とペルー北東部
- Ceiba ventricosa (Nees & Mart.) Ravenna - ブラジル東部